# Olga Hebrang
Olga Hebrang (Pakrác, 1913. június 3. – Zágráb, 1997. január 16.) a horvátországi nemzeti felszabadító mozgalom résztvevője, a jugoszláv kommunista rezsim politikai foglya, Andrija Hebrang horvát forradalmár és kommunista pártvezető özvegye.

## Élete és pályafutása

### Származása
Olga Hebrang Pakrácon született 1913. június 3-án. Szülei Jakob és Ivana Strauss voltak, jómódú zsidó kereskedő családból származik. A szülők gondoskodtak Olga oktatásáról, megtanult zongorázni, franciául és németül. Tizennyolc évesen férjhez ment Marko Kohn zsidó kereskedőhöz, akitől 1933-ban fia, Zlatko született. Az 1930-as évek végén csatlakozott a baloldalhoz és a Horvát Kommunista Párthoz, baloldali irodalmat olvasott, majd a második világháború alatt csatlakozott a nemzeti felszabadító mozgalomhoz.

### Üldöztetés a Független Horvát Államban
Zsidóként és aktív baloldaliként kétszeresen is fenyegették, majd 1941. december 12-én az usztasák le is tartóztatták. Eleinte a kerületi fogolytáborban tartották fogva, de később az ógradiskai koncentrációs táborba szállították, és elválasztották fiától. Kilencéves fiát az egyik horvátországi megsemmisítő táborba küldték, Olgának azonban csontvázként lesoványodva sikerült kimentenie fiát a táborból, és magához venni Ógradiskában. Ezután néhány jó emberen keresztül fiát a nővéreihez küldte, akik éppen Olaszország területére készültek menekülni. Mindannyiukat elfogták, és a jasenovaci koncentrációs táborba vitték, ahol 1942-ben megölték őket. Apjával, férjével és fiával együtt Olga 54 zsidó családtagját és rokonát gyilkolta meg az Usztasa.
Tizenegy hónappal letartóztatása után Olga Strausst elkülönítették az ógradiskai tábor magánzárkájából, és átszállították az újradiskai börtönbe. Több más politikai fogollyal együtt az usztasák ki akarták cserélni néhány saját emberükre, akiket a partizánok tartottak fogságban. Leendő férje, Andrija Hebrang is benne volt abban a 35 kommunistából és partizánból álló csoportban, akiket Mirko Vutuc usztasa tisztviselőre és Karl Wagner rendvédelmi tisztviselőre cseréltek ki.  A csere sikeres volt. Olga és Andrija valahol Okucsány és Nyugat-Szlavónia között tartott a partizán főhadiszállás felé, amikor alig néhány napos ismeretség után Andrija megkérte Olga kezét, aki egy napi gondolkodás után beleegyezett, hogy hozzá megy feleségül. Olga és Andrija 1944-től 1947-ig éltek együtt Belgrádban.

### Üldöztetés a kommunista Jugoszláviában
Olgának három gyermeke született Andrija Hebrangtól: Dunja (sz. 1944), Andrija (sz. 1946) és Branko (sz. 1948), valamint volt egy örökbefogadott fia is, Dragan Stanić. Miután férjét, aki az Aleksandar Ranković, Milovan Đilas és Edvard Kardelj mögött álló Állambiztonsági Szolgálat (UDBA) áldozatává vált letartóztatták, Olgát és gyermekeit 1948. május 8-án házi őrizetbe vitték egy kis belgrádi lakásba. Őt magát 1948. május 17-én tartóztatták le, gyermekei pedig majdnem az egyik belgrádi otthonban kötöttek ki. Mivel Olga Hebrang letartóztatásáig az összes belgrádi gyermekotthont irányította, hevesen ellenezte ezt, és sikerült a gyerekeket a zágrábi sógornőjéhez, Ilonka Hebrang-Gobechez küldetnie. Mivel nem akart férje ellen tanúskodni, 1951-ben egy titkos, politikailag rendezett perben tizenkét év szigorított börtönbüntetésre, négy évre a közügyektől való eltiltásra és pakráci házának elkobzására ítélték. Az elsőfokú ítélet azonnal végrehajthatóvá vált. Az ítéletet nem közölték vele, azt csak 1957-ben kapta meg. Az ítélet indoka az volt, hogy a második világháború alatt segítette az ellenséget (usztasák). Három évet töltött magánzárkában a belgrádi Glavnjača börtönben, majd Pozsarevácban és Pozsegában raboskodott.
Glavnjačai tartózkodása alatt lelkileg és fizikailag is megkínozták, ezért aláírta azt a vallomást, amelyet Mile Milatović állambiztonsági tábornok kért tőle. A börtönben arról tájékoztatták, hogy legfiatalabb gyermeke, Branko Hebrang meghalt. Olga több börtönben töltött év után akkor látta először saját gyermekeit, amikor sógornőjével, Ilonkával együtt meglátogatták a pozsareváci börtönben. A látogatás fél óráig tartott, majd teljes négy évig azt sem tudták, él-e egyáltalán az édesanyjuk. Miután Olgát áthelyezték a pozsegai börtönbe, a gyerekek csak egyszer látogathatták meg addig, amíg ki nem engedték a börtönből a nagy szegénység miatt, amelyben nagynénjükkel éltek. Annak érdekében, hogy ne éhezzenek, a zágrábi zsidó önkormányzat gyakran adott nekik élelmiszert és Amerikából származó, régi ruhákat tartalmazó csomagokat. Olga Hebrang maga könyörgött Miroslav Krležánál segítségért, amit ő megértéssel, kényszerűen, de egyben gyáván visszautasított.
Olga nyolc és fél évig élt rabként, majd 1956. október 10-én feltételesen szabadlábra helyezték. Miután elhagyta a börtönt, Olga nem ment férjhez. Az ő és gyermekei drámája a következő években is folytatódott. Ahhoz, hogy munkát találjon, Olga Hebrangnak Markovacra kellett változtatnia vezetéknevét, amelyet azért választott, mert első férje Marko volt. Csak 1983-ban sikerült visszavennie a Hebrang vezetéknevet. Olga gyermekei soha nem fogadták el a Markovac vezetéknevet, és minden horvát dokumentumban megtartották a Hebrang vezetéknevet. Olgát Jugoszlávia illetékes hatóságai különleges megfigyelés alatt tartották, megtiltották, hogy beszéljen a tárgyalásról és a bebörtönzésről. A Glavnjačába való visszakerülés félelmében élt. Az 1980-as években már aktívabban részt vett férje eltűnésével és kivégzésével kapcsolatos igazság felkutatásában.

### A rendszerváltás után
Az 1990-es évek elején Olga Hebrang családjával együtt a Horvát Demokratikus Közösség keretein belül kezdeményezte egy „Igazságtételi Bizottság” felállítását, melynek eredményeként 1992 februárjában a Horvát Köztársaság parlamentjének ülésén megszületett az „Andrija Hebrang letartóztatásának és meggyilkolásának elítéléséről szóló nyilatkozat”.Olga Hebrang 1997. január 16-án halt meg Zágrábban. 1997. január 20-án temették el a zágrábi Mirogoj temetőben.

## Rehabilitációja
Branko Hebrang 2007. március 29-én nyújtott be kérelmet édesanyja rehabilitációja iránt a belgrádi bíróságon. Olga Hebrangot 2014. június 25-én rehabilitálták a Belgrádi Legfelsőbb Bíróságon.

## Fordítás
Ez a szócikk részben vagy egészben  az   Olga Hebrang című horvát Wikipédia-szócikk ezen változatának fordításán alapul.  Az eredeti cikk szerkesztőit annak laptörténete sorolja fel. Ez a jelzés csupán a megfogalmazás eredetét és a szerzői jogokat jelzi, nem szolgál a cikkben szereplő információk forrásmegjelöléseként.